# Baach (Weinstadt)

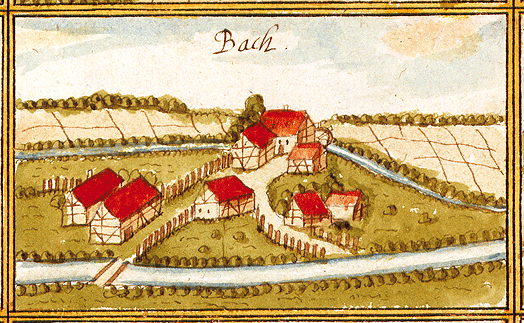
Baach 1686 im Kieserschen Forstlagerbuch

Baach ist ein Wohnplatz des Weinstädter Ortsteil Schnait im Rems-Murr-Kreis bei Stuttgart. Zurzeit hat es zirka 104 Einwohner.

## Geschichte
Baach wurde erstmals im Jahr 1400 erwähnt, damals unter dem Namen Bach. Früher gehörte Baach zu Aichschieß, das heute Teil der Gemeinde Aichwald ist. Damit gehörte es zum Schurwaldgericht. Im Jahre 1842 kam Baach dann an Schnait, dessen kirchliches Filial es dann 1845 wurde.

## Geologie
Baach liegt in einem Kerbtal, das sich südlich von Schnait in den Stubensandstein (Löwenstein-Formation)
und die Oberen Bunten Mergel (Mainhardt-Formation) eingeschnitten hat, in einem von Südwesten her das Tal querenden tektonische Graben und im Zentrum einer quellreichen Talspinne.

## Geographie
Bei Baach entspringt der Beutelsbach, am Unterlauf dann Schweizerbach genannt, aus dem Zusammenfluss seines linken Hauptastes Gunzenbach von links und seines rechten Astes Schlierbach. Die Ortsmitte liegt auf etwa 280 m ü. NHN. Umgeben ist der Ort von Mischwäldern und gebietstypischen Streuobstwiesen.

## Wirtschaft und Infrastruktur
Die Kreisstraße 1210 führt im Tal des abschnittsweise auch Beutelsbach genannten Schweizerbachs von Schnait nach Baach und dann über eine Waldsteige auf den das Tal umgebenden Schurwald hinauf nach Baltmannsweiler das im Landkreis Esslingen liegt. Im Ort gibt es drei Restaurants, davon eines mit Gästezimmern. Seit Juni 2021 bietet auch ein Seminarhaus Übernachtungen an.